# (112) Ifigenia
(112) Ifigenia és un asteroide que forma part del cinturó d'asteroides i va ser descobert per Christian Heinrich Friedrich Peters des de l'observatori Litchfield de Clinton, als Estats Units d'Amèrica, el 19 de setembre de 1870.
Està nomenat per Ifigènia, un personatge de la mitologia grega.

## Característiques orbitals
Iphigenia està situat a una distància mitjana de 2,433 ua del Sol, i pot apropar-se fins a 2,12 ua. Té una excentricitat de 0,1287 i una inclinació orbital de 2,604°. Triga 1.387 dies a completar una òrbita al voltant del Sol.